# Beate Schramm
Beate Schramm (* 21. Juni 1966 in Leisnig) ist eine ehemalige Ruderin, die 1988 für die DDR Olympiasiegerin im Doppelvierer wurde.
Die Juniorenweltmeisterin von 1983 und 1984 im Einer wurde bei der DDR-Meisterschaft 1983 Zweite hinter Jutta Hampe. 1985 hinter Cornelia Linse und 1986 hinter Sylvia Schwabe wurde sie erneut DDR-Vizemeisterin. Bei der Weltmeisterschaft 1986 startete sie zusammen mit Sylvia Schwabe im Doppelzweier und gewann auch den Titel. Nachdem die beiden 1987 nur Fünfte bei der Weltmeisterschaft geworden waren, wechselte Schramm ihre Partnerin und trat mit Kathrin Boron an. Die beiden konnten sich DDR-intern aber nicht gegen die späteren Olympiasiegerinnen Birgit Peter und Martina Schröter durchsetzen. Schramm wechselte in den Doppelvierer, bei den Olympischen Spielen 1988 in Seoul gewann der DDR-Doppelvierer Gold in der Besetzung Jana Sorgers, Kristina Mundt, Beate Schramm und Kerstin Förster. Für diesen Sieg sowie für den Gewinn des Weltmeistertitels 1986 wurde sie in den Jahren 1986 und 1988 mit dem Vaterländischen Verdienstorden in Gold ausgezeichnet.
1989 wurde Schramm zusammen mit Jana Sorgers Weltmeisterin im Doppelzweier, 1990 und 1991 gewann sie den Titel zusammen mit Kathrin Boron. 1991 und 1992 gewann Schramm die Deutsche Meisterschaft im Einer. Bei den Olympischen Spielen 1992 in Barcelona verpasste sie allerdings den Endlauf, zum B-Finale trat sie nicht an.
Beate Schramm startete für die SG Dynamo Potsdam, später für die Potsdamer Ruder-Gesellschaft. Sie trainierte zuerst bei Jutta Lau, später bei Jörg Landvoigt und Lothar Trawiel. Nach ihrer Karriere arbeitete die Wirtschaftskauffrau zuerst im Finanzministerium von Brandenburg; später wechselte sie zur Polizei.